# ヴァーミリオン湾
ヴァーミリオン湾 (英語: Vermilion Bay) は、アメリカ合衆国・ルイジアナ州の南岸にある湾。
アイビーリア郡の南西、ヴァーミリオン郡の南東に位置する。メキシコ湾内の入り江であり、南をマーシュ島にふさがれ、その西側の南西海峡を通じて外洋と繋がっている。ヴァーミリオン湾は、東方のウェスト・コート・ブランチ湾（英語版）と接続している。